# Europees kampioenschap voetbal mannen onder 17 - 2010 (kwalificatie)
Het kwalificatietoernooi voor het Europees kampioenschap voetbal onder 17 voor mannen was een toernooi dat duurde van 5 september 2009 tot en met 1 april 2010. Dit toernooi zou bepalen welke 15 landen zich kwalificeerden voor het Europees kampioenschap voetbal mannen onder 17 van 2010.
Het toernooi werd verdeeld over twee rondes. De eerste ronde werd de kwalificatieronde genoemd. De tweede ronde heet de eliteronde. Liechtenstein hoefde niet mee te doen aan de kwalificatie, dit land was als gastland automatisch gekwalificeerd. Het trok zich echter terug voor de start van het toernooi.

## Gekwalificeerde landen
| Land        | Gekwalificeerd als          | Beste prestatie         |
| ----------- | --------------------------- | ----------------------- |
| Tsjechië    | Eliteronde: Winnaar groep 1 | Tweede (2006)           |
| Portugal    | Eliteronde: Winnaar groep 2 | Kampioen (2003)         |
| Griekenland | Eliteronde: Winnaar groep 3 | Eerste deelname         |
| Spanje      | Eliteronde: Winnaar groep 4 | Kampioen (2007 en 2008) |
| Turkije     | Eliteronde: Winnaar groep 5 | Kampioen (2005)         |
| Zwitserland | Eliteronde: Winnaar groep 6 | Kampioen (2002)         |
| Engeland    | Eliteronde: Winnaar groep 7 | Tweede (2007)           |
| Frankrijk   | Beste nummer 2              | Kampioen (2004)         |

## Kwalificatieronde

### Groep 1
De wedstrijden werden gespeeld tussen 26 en 31 oktober 2009 in Azerbeidzjan.
| Pos | Team         | Wed | W | G | V | Ptn | DV | DT | +/− | Kwalificatie                  |   | ENG | SRB | AZE | KAZ |
| --- | ------------ | --- | - | - | - | --- | -- | -- | --- | ----------------------------- | - | --- | --- | --- | --- |
| 1   | Engeland     | 3   | 3 | 0 | 0 | 9   | 11 | 2  | +9  | Geplaatst voor de eliteronde. |   | —   | 1–0 | 4–0 | 6–2 |
| 2   | Servië       | 3   | 1 | 1 | 1 | 4   | 1  | 1  | 0   | Geplaatst voor de eliteronde. |   | —   | —   | 0–0 | 1–0 |
| 3   | Azerbeidzjan | 3   | 1 | 1 | 1 | 4   | 3  | 5  | −2  |                               |   | —   | —   | —   | 3–1 |
| 4   | Kazachstan   | 3   | 0 | 0 | 3 | 0   | 3  | 10 | −7  |                               | — | —   | —   | —   |     |

### Groep 2
De wedstrijden werden gespeeld tussen 16 en 21 oktober 2009 in Roemenië.
| Pos | Team     | Wed | W | G | V | Ptn | DV | DT | +/− | Kwalificatie                  |   | ESP | ROU | LTU | FAR |
| --- | -------- | --- | - | - | - | --- | -- | -- | --- | ----------------------------- | - | --- | --- | --- | --- |
| 1   | Spanje   | 3   | 3 | 0 | 0 | 9   | 19 | 2  | +17 | Geplaatst voor de eliteronde. |   | —   | 4–1 | 9–1 | 6–0 |
| 2   | Roemenië | 3   | 2 | 0 | 1 | 6   | 6  | 4  | +2  | Geplaatst voor de eliteronde. |   | —   | —   | 1–0 | 4–0 |
| 3   | Litouwen | 3   | 1 | 0 | 2 | 3   | 4  | 12 | −8  |                               |   | —   | —   | —   | 3–2 |
| 4   | Faeröer  | 3   | 0 | 0 | 3 | 0   | 2  | 13 | −11 |                               | — | —   | —   | —   |     |

### Groep 3
De wedstrijden werden gespeeld tussen 23 en 28 september 2009 in Montenegro.
| Pos | Team       | Wed | W | G | V | Ptn | DV | DT | +/− | Kwalificatie                  |   | CRO | BEL | DEN | MNE |
| --- | ---------- | --- | - | - | - | --- | -- | -- | --- | ----------------------------- | - | --- | --- | --- | --- |
| 1   | Kroatië    | 3   | 2 | 1 | 0 | 7   | 4  | 2  | +2  | Geplaatst voor de eliteronde. |   | —   | 1–0 | 2–1 | 1–1 |
| 2   | België     | 3   | 1 | 1 | 1 | 4   | 4  | 3  | +1  | Geplaatst voor de eliteronde. |   | —   | —   | 3–1 | 1–1 |
| 3   | Denemarken | 3   | 1 | 0 | 2 | 3   | 10 | 6  | +4  |                               |   | —   | —   | —   | 8–1 |
| 4   | Montenegro | 3   | 0 | 2 | 1 | 2   | 3  | 10 | −7  |                               | — | —   | —   | —   |     |

### Groep 4
De wedstrijden werden gespeeld tussen 9 en 14 september 2009 in Polen.
| Pos | Team       | Wed | W | G | V | Ptn | DV | DT | +/− | Kwalificatie                  |   | AUT | POL | ISR | ARM |
| --- | ---------- | --- | - | - | - | --- | -- | -- | --- | ----------------------------- | - | --- | --- | --- | --- |
| 1   | Oostenrijk | 3   | 2 | 1 | 0 | 7   | 7  | 3  | +4  | Geplaatst voor de eliteronde. |   | —   | 4–2 | 2–0 | 1–1 |
| 2   | Polen      | 3   | 2 | 0 | 1 | 6   | 13 | 5  | +8  | Geplaatst voor de eliteronde. |   | —   | —   | 7–0 | 4–1 |
| 3   | Israël     | 3   | 1 | 0 | 2 | 3   | 6  | 10 | −4  |                               |   | —   | —   | —   | 6–1 |
| 4   | Armenië    | 3   | 0 | 1 | 2 | 1   | 3  | 11 | −8  |                               | — | —   | —   | —   |     |

### Groep 5
De wedstrijden werden gespeeld tussen 23 en 28 oktober 2009 in Macedonië [Noord-Macedonië].
| Pos | Team            | Wed | W | G | V | Ptn | DV | DT | +/− | Kwalificatie                  |  | TUR | GER | FIN | MKD |
| --- | --------------- | --- | - | - | - | --- | -- | -- | --- | ----------------------------- |  | --- | --- | --- | --- |
| 1   | Turkije         | 3   | 2 | 0 | 1 | 6   | 5  | 3  | +2  | Geplaatst voor de eliteronde. |  | —   | 1–2 | 2–0 | 2–1 |
| 2   | Duitsland       | 3   | 2 | 0 | 1 | 6   | 4  | 2  | +2  | Geplaatst voor de eliteronde. |  | —   | —   | 0–1 | 2–0 |
| 3   | Finland         | 3   | 2 | 0 | 1 | 6   | 6  | 4  | +2  | Geplaatst voor de eliteronde. |  | —   | —   | —   | 5–2 |
| 4   | Noord-Macedonië | 3   | 0 | 0 | 3 | 0   | 3  | 9  | −6  |                               |  | —   | —   | —   | —   |

### Groep 6
De wedstrijden werden gespeeld tussen 27 september en 2 oktober 2009 in Bulgarije.
| Pos | Team      | Wed | W | G | V | Ptn | DV | DT | +/− | Kwalificatie                  |   | IRL | SWE | BUL | LAT |
| --- | --------- | --- | - | - | - | --- | -- | -- | --- | ----------------------------- | - | --- | --- | --- | --- |
| 1   | Ierland   | 3   | 2 | 1 | 0 | 7   | 3  | 1  | +2  | Geplaatst voor de eliteronde. |   | —   | 0–0 | 2–1 | 1–0 |
| 2   | Zweden    | 3   | 1 | 2 | 0 | 5   | 2  | 0  | +2  | Geplaatst voor de eliteronde. |   | —   | —   | 0–0 | 2–0 |
| 3   | Bulgarije | 3   | 1 | 1 | 1 | 4   | 5  | 2  | +3  |                               |   | —   | —   | —   | 4–0 |
| 4   | Letland   | 3   | 0 | 0 | 3 | 0   | 0  | 7  | −7  |                               | — | —   | —   | —   |     |

### Groep 7
De wedstrijden werden gespeeld tussen 17 en 22 oktober 2009 in Estland.
| Pos | Team      | Wed | W | G | V | Ptn | DV | DT | +/− | Kwalificatie                  |   | FRA | UKR | EST | SLO |
| --- | --------- | --- | - | - | - | --- | -- | -- | --- | ----------------------------- | - | --- | --- | --- | --- |
| 1   | Frankrijk | 3   | 2 | 1 | 0 | 7   | 7  | 3  | +4  | Geplaatst voor de eliteronde. |   | —   | 1–1 | 3–1 | 3–1 |
| 2   | Oekraïne  | 3   | 1 | 2 | 0 | 5   | 2  | 1  | +1  | Geplaatst voor de eliteronde. |   | —   | —   | 0–0 | 1–0 |
| 3   | Estland   | 3   | 1 | 1 | 1 | 4   | 2  | 3  | −1  |                               |   | —   | —   | —   | 1–0 |
| 4   | Slovenië  | 3   | 0 | 0 | 3 | 0   | 1  | 5  | −4  |                               | — | —   | —   | —   |     |

### Groep 8
De wedstrijden werden gespeeld tussen 22 en 27 oktober 2009 in Andorra.
| Pos | Team          | Wed | W | G | V | Ptn | DV | DT | +/− | Kwalificatie                  |  | NED | NIR | MLT | AND |
| --- | ------------- | --- | - | - | - | --- | -- | -- | --- | ----------------------------- |  | --- | --- | --- | --- |
| 1   | Nederland     | 3   | 2 | 0 | 1 | 6   | 6  | 2  | +4  | Geplaatst voor de eliteronde. |  | —   | 1–0 | 1–2 | 4–0 |
| 2   | Noord-Ierland | 3   | 2 | 0 | 1 | 6   | 4  | 1  | +3  | Geplaatst voor de eliteronde. |  | —   | —   | 2–0 | 2–0 |
| 3   | Malta         | 3   | 1 | 1 | 1 | 4   | 2  | 3  | −1  | Geplaatst voor de eliteronde. |  | —   | —   | —   | 0–0 |
| 4   | Andorra       | 3   | 0 | 1 | 2 | 1   | 0  | 6  | −6  |                               |  | —   | —   | —   | —   |

### Groep 9
De wedstrijden werden gespeeld tussen 24 en 29 oktober 2009 in Italië.
| Pos | Team        | Wed | W | G | V | Ptn | DV | DT | +/− | Kwalificatie                  |   | GRE | NOR | ITA | MDA |
| --- | ----------- | --- | - | - | - | --- | -- | -- | --- | ----------------------------- | - | --- | --- | --- | --- |
| 1   | Griekenland | 3   | 1 | 2 | 0 | 5   | 3  | 2  | +1  | Geplaatst voor de eliteronde. |   | —   | 1–0 | 0–0 | 2–2 |
| 2   | Noorwegen   | 3   | 1 | 1 | 1 | 4   | 2  | 1  | +1  | Geplaatst voor de eliteronde. |   | —   | —   | 2–0 | 0–0 |
| 3   | Italië      | 3   | 1 | 1 | 1 | 4   | 5  | 2  | +3  |                               |   | —   | —   | —   | 5–0 |
| 4   | Moldavië    | 3   | 0 | 2 | 1 | 2   | 2  | 7  | −5  |                               | — | —   | —   | —   |     |

### Groep 10
De wedstrijden werden gespeeld tussen 20 en 25 oktober 2009 in Schotland.
| Pos | Team      | Wed | W | G | V | Ptn | DV | DT | +/− | Kwalificatie                  |   | POR | GEO | CYP | SCO |
| --- | --------- | --- | - | - | - | --- | -- | -- | --- | ----------------------------- | - | --- | --- | --- | --- |
| 1   | Portugal  | 3   | 2 | 1 | 0 | 7   | 6  | 3  | +3  | Geplaatst voor de eliteronde. |   | —   | 2–0 | 2–1 | 2–2 |
| 2   | Georgië   | 3   | 2 | 0 | 1 | 6   | 6  | 5  | +1  | Geplaatst voor de eliteronde. |   | —   | —   | 4–2 | 2–1 |
| 3   | Cyprus    | 3   | 1 | 0 | 2 | 3   | 5  | 7  | −2  |                               |   | —   | —   | —   | 2–1 |
| 4   | Schotland | 3   | 0 | 1 | 2 | 1   | 4  | 6  | −2  |                               | — | —   | —   | —   |     |

### Groep 11
De wedstrijden werden gespeeld tussen 25 en 30 september 2009 in Hongarije.
| Pos | Team      | Wed | W | G | V | Ptn | DV | DT | +/− | Kwalificatie                  |   | HUN | SVK | LUX | ALB |
| --- | --------- | --- | - | - | - | --- | -- | -- | --- | ----------------------------- | - | --- | --- | --- | --- |
| 1   | Hongarije | 3   | 2 | 1 | 0 | 7   | 7  | 1  | +6  | Geplaatst voor de eliteronde. |   | —   | 1–0 | 1–1 | 5–0 |
| 2   | Slowakije | 3   | 2 | 0 | 1 | 6   | 5  | 1  | +4  | Geplaatst voor de eliteronde. |   | —   | —   | 2–0 | 3–0 |
| 3   | Luxemburg | 3   | 1 | 1 | 1 | 4   | 4  | 5  | −1  |                               |   | —   | —   | —   | 3–2 |
| 4   | Albanië   | 3   | 0 | 0 | 3 | 0   | 2  | 11 | −9  |                               | — | —   | —   | —   |     |

### Groep 12
De wedstrijden werden gespeeld tussen 28 september en 3 oktober 2009 in Wales.
| Pos | Team                  | Wed | W | G | V | Ptn | DV | DT | +/− | Kwalificatie                  |   | WAL | BIH | ISL | RUS |
| --- | --------------------- | --- | - | - | - | --- | -- | -- | --- | ----------------------------- | - | --- | --- | --- | --- |
| 1   | Wales                 | 3   | 2 | 1 | 0 | 7   | 7  | 5  | +2  | Geplaatst voor de eliteronde. |   | —   | 2–2 | 3–2 | 2–1 |
| 2   | Bosnië en Herzegovina | 3   | 0 | 3 | 0 | 3   | 3  | 3  | 0   | Geplaatst voor de eliteronde. |   | —   | —   | 1–1 | 0–0 |
| 3   | IJsland               | 3   | 0 | 2 | 1 | 2   | 4  | 5  | −1  |                               |   | —   | —   | —   | 1–1 |
| 4   | Rusland               | 3   | 0 | 2 | 1 | 2   | 2  | 3  | −1  |                               | — | —   | —   | —   |     |

### Groep 13
De wedstrijden werden gespeeld tussen 5 en 10 september 2009 in Wit-Rusland.
| Pos | Team        | Wed | W | G | V | Ptn | DV | DT | +/− | Kwalificatie                  |   | CZE | SUI | BLR | SMR  |
| --- | ----------- | --- | - | - | - | --- | -- | -- | --- | ----------------------------- | - | --- | --- | --- | ---- |
| 1   | Tsjechië    | 3   | 3 | 0 | 0 | 9   | 9  | 0  | +9  | Geplaatst voor de eliteronde. |   | —   | 4–0 | 1–0 | 4–0  |
| 2   | Zwitserland | 3   | 2 | 0 | 1 | 6   | 12 | 4  | +8  | Geplaatst voor de eliteronde. |   | —   | —   | 2–0 | 10–0 |
| 3   | Wit-Rusland | 3   | 1 | 0 | 2 | 3   | 4  | 3  | +1  |                               |   | —   | —   | —   | 4–0  |
| 4   | San Marino  | 3   | 0 | 0 | 3 | 0   | 0  | 18 | −18 |                               | — | —   | —   | —   |      |

### Rangschikking nummers 3
Voor deze rangschikking zijn alleen de resultaten meegeteld tegen de groepswinnaar en de nummer 2. De top 2 plaatst zich voor de eliteronde.
| Gr. | Land         | GW | W | G | V | DV | DT | +/− | Ptn. |
| --- | ------------ | -- | - | - | - | -- | -- | --- | ---- |
| 8   | Malta        | 2  | 1 | 0 | 1 | 2  | 3  | −1  | 3    |
| 5   | Finland      | 2  | 1 | 0 | 1 | 1  | 2  | −1  | 3    |
| 12  | IJsland      | 2  | 0 | 1 | 1 | 3  | 4  | −1  | 1    |
| 6   | Bulgarije    | 2  | 0 | 1 | 1 | 1  | 2  | −1  | 1    |
| 7   | Estland      | 2  | 0 | 1 | 1 | 1  | 3  | −2  | 1    |
| 11  | Luxemburg    | 2  | 0 | 1 | 1 | 1  | 3  | −2  | 1    |
| 9   | Italië       | 2  | 0 | 1 | 1 | 0  | 2  | −2  | 1    |
| 1   | Azerbeidzjan | 2  | 0 | 1 | 1 | 0  | 4  | −4  | 1    |
| 10  | Cyprus       | 2  | 0 | 0 | 2 | 3  | 6  | −3  | 0    |
| 3   | Denemarken   | 2  | 0 | 0 | 2 | 2  | 5  | −3  | 0    |
| 13  | Wit-Rusland  | 2  | 0 | 0 | 2 | 0  | 3  | −3  | 0    |
| 2   | Litouwen     | 2  | 0 | 0 | 2 | 1  | 10 | −9  | 0    |
| 4   | Israël       | 2  | 0 | 0 | 2 | 0  | 9  | −9  | 0    |

## Loting eliteronde
Bij de loting werd rekening gehouden met de resultaten uit de kwalificatieronde. De landen werden verdeeld in vier potten (A tot en met D). Landen die in de eerste ronde tegen elkaar speelden konden niet nog een keer tegen elkaar loten. De loting vond plaats op 7 december 2009.
| Pot A                                                            | Pot B                                                       | Pot C                                                           | Pot D                                                                    |
| ---------------------------------------------------------------- | ----------------------------------------------------------- | --------------------------------------------------------------- | ------------------------------------------------------------------------ |
| Engeland Spanje Tsjechië Hongarije Oostenrijk Frankrijk Portugal | Wales Kroatië Ierland Polen Zwitserland Nederland Slowakije | Noord-Ierland Finland Roemenië Turkije Duitsland Georgië Zweden | Griekenland Oekraïne België Noorwegen Servië Malta Bosnië en Herzegovina |

## Eliteronde

### Groep 1
De wedstrijden werden gespeeld tussen 25 en 30 maart 2010 in Tsjechië.
| Pos | Team      | Wed | W | G | V | Ptn | DV | DT | +/− | Kwalificatie                      |   | CZE | NED | GEO | UKR |
| --- | --------- | --- | - | - | - | --- | -- | -- | --- | --------------------------------- | - | --- | --- | --- | --- |
| 1   | Tsjechië  | 3   | 2 | 0 | 1 | 6   | 3  | 2  | +1  | Geplaatst voor het hoofdtoernooi. |   | —   | 1–0 | 0–1 | 2–1 |
| 2   | Nederland | 3   | 2 | 0 | 1 | 6   | 4  | 2  | +2  |                                   |   | —   | —   | 2–1 | 2–0 |
| 3   | Georgië   | 3   | 1 | 1 | 1 | 4   | 4  | 4  | 0   |                                   | — | —   | —   | 2–2 |     |
| 4   | Oekraïne  | 3   | 0 | 1 | 2 | 1   | 3  | 6  | −3  |                                   | — | —   | —   | —   |     |

### Groep 2
De wedstrijden werden gespeeld tussen 19 en 24 maart 2010 in Bosnië-Herzegovina.
| Pos | Team                  | Wed | W | G | V | Ptn | DV | DT | +/− | Kwalificatie                      |   | POR | CRO | BIH | ROU |
| --- | --------------------- | --- | - | - | - | --- | -- | -- | --- | --------------------------------- | - | --- | --- | --- | --- |
| 1   | Portugal              | 3   | 2 | 1 | 0 | 7   | 7  | 2  | +5  | Geplaatst voor het hoofdtoernooi. |   | —   | 2–0 | 1–1 | 4–1 |
| 2   | Kroatië               | 3   | 2 | 0 | 1 | 6   | 5  | 3  | +2  |                                   |   | —   | —   | 2–1 | 3–0 |
| 3   | Bosnië en Herzegovina | 3   | 0 | 2 | 1 | 2   | 5  | 6  | −1  |                                   | — | —   | —   | 3–3 |     |
| 4   | Roemenië              | 3   | 0 | 1 | 2 | 1   | 4  | 10 | −6  |                                   | — | —   | —   | —   |     |

### Groep 3
De wedstrijden werden gespeeld tussen 19 en 24 maart 2010 in Griekenland.
| Pos | Team        | Wed | W | G | V | Ptn | DV | DT | +/− | Kwalificatie                      |   | GRE | IRL | AUT | FIN |
| --- | ----------- | --- | - | - | - | --- | -- | -- | --- | --------------------------------- | - | --- | --- | --- | --- |
| 1   | Griekenland | 3   | 2 | 1 | 0 | 7   | 7  | 3  | +4  | Geplaatst voor het hoofdtoernooi. |   | —   | 3–0 | 2–2 | 2–1 |
| 2   | Ierland     | 3   | 2 | 0 | 1 | 6   | 4  | 3  | +1  |                                   |   | —   | —   | 3–0 | 1–0 |
| 3   | Oostenrijk  | 3   | 0 | 2 | 1 | 2   | 5  | 8  | −3  |                                   | — | —   | —   | 3–3 |     |
| 4   | Finland     | 3   | 0 | 1 | 2 | 1   | 4  | 6  | −2  |                                   | — | —   | —   | —   |     |

### Groep 4
De wedstrijden werden gespeeld tussen 17 en 22 maart 2010 in Noord-Ierland.
| Pos | Team          | Wed | W | G | V | Ptn | DV | DT | +/− | Kwalificatie                      |   | ESP | BEL | NIR | POL |
| --- | ------------- | --- | - | - | - | --- | -- | -- | --- | --------------------------------- | - | --- | --- | --- | --- |
| 1   | Spanje        | 3   | 2 | 0 | 1 | 6   | 6  | 1  | +5  | Geplaatst voor het hoofdtoernooi. |   | —   | 0–1 | 4–0 | 2–0 |
| 2   | België        | 3   | 2 | 0 | 1 | 6   | 3  | 1  | +2  |                                   |   | —   | —   | 0–1 | 2–0 |
| 3   | Noord-Ierland | 3   | 2 | 0 | 1 | 6   | 2  | 4  | −2  |                                   | — | —   | —   | 1–0 |     |
| 4   | Polen         | 3   | 0 | 0 | 3 | 0   | 0  | 5  | −5  |                                   | — | —   | —   | —   |     |

### Groep 5
De wedstrijden werden gespeeld tussen 26 en 31 maart 2010 in Frankrijk.
| Pos | Team      | Wed | W | G | V | Ptn | DV | DT | +/− | Kwalificatie                      |   | TUR | FRA | WAL | NOR |
| --- | --------- | --- | - | - | - | --- | -- | -- | --- | --------------------------------- | - | --- | --- | --- | --- |
| 1   | Turkije   | 3   | 2 | 1 | 0 | 7   | 4  | 1  | +3  | Geplaatst voor het hoofdtoernooi. |   | —   | 1–0 | 1–1 | 2–0 |
| 2   | Frankrijk | 3   | 2 | 0 | 1 | 6   | 5  | 1  | +4  | Geplaatst voor het hoofdtoernooi. |   | —   | —   | 4–0 | 1–0 |
| 3   | Wales     | 3   | 0 | 2 | 1 | 2   | 1  | 5  | −4  |                                   |   | —   | —   | —   | 0–0 |
| 4   | Noorwegen | 3   | 0 | 1 | 2 | 1   | 0  | 3  | −3  |                                   | — | —   | —   | —   |     |

### Groep 6
De wedstrijden werden gespeeld tussen 25 en 30 maart 2010 in Zwitserland.
| Pos | Team        | Wed | W | G | V | Ptn | DV | DT | +/− | Kwalificatie                      |   | SUI | GER | SRB | HUN |
| --- | ----------- | --- | - | - | - | --- | -- | -- | --- | --------------------------------- | - | --- | --- | --- | --- |
| 1   | Zwitserland | 3   | 2 | 0 | 1 | 6   | 5  | 3  | +2  | Geplaatst voor het hoofdtoernooi. |   | —   | 1–0 | 1–2 | 3–1 |
| 2   | Duitsland   | 3   | 2 | 0 | 1 | 6   | 5  | 2  | +3  |                                   |   | —   | —   | 4–1 | 1–0 |
| 3   | Servië      | 3   | 1 | 1 | 1 | 4   | 3  | 5  | −2  |                                   | — | —   | —   | 0–0 |     |
| 4   | Hongarije   | 3   | 0 | 1 | 2 | 1   | 1  | 4  | −3  |                                   | — | —   | —   | —   |     |

### Groep 7
De wedstrijden werden gespeeld tussen 27 maart en 1 april 2010 in Engeland.
| Pos | Team      | Wed | W | G | V | Ptn | DV | DT | +/− | Kwalificatie                      |   | ENG | SWE | SVK | MLT |
| --- | --------- | --- | - | - | - | --- | -- | -- | --- | --------------------------------- | - | --- | --- | --- | --- |
| 1   | Engeland  | 3   | 3 | 0 | 0 | 9   | 11 | 0  | +11 | Geplaatst voor het hoofdtoernooi. |   | —   | 4–0 | 2–0 | 5–0 |
| 2   | Zweden    | 3   | 2 | 0 | 1 | 6   | 7  | 4  | +3  |                                   |   | —   | —   | 2–0 | 5–0 |
| 3   | Slowakije | 3   | 1 | 0 | 2 | 3   | 2  | 4  | −2  |                                   | — | —   | —   | 2–0 |     |
| 4   | Malta     | 3   | 0 | 0 | 3 | 0   | 0  | 12 | −12 |                                   | — | —   | —   | —   |     |

### Rangschikking nummers 2
Na de eliteronde werd er een rangschikking gemaakt van de landen die tweede zijn geworden in de poule. Het land dat bovenaan eindigde mocht ook deelnemen aan het Europees Kampioenschap. In deze rangschikking werden alleen de resultaten van de wedstrijden tegen de nummers 1 en 3 meegerekend.
| Group | Team      | Pld | W | D | L | GF | GA | GD | Pts |
| ----- | --------- | --- | - | - | - | -- | -- | -- | --- |
| 5     | Frankrijk | 2   | 1 | 0 | 1 | 4  | 1  | +3 | 3   |
| 6     | Duitsland | 2   | 1 | 0 | 1 | 4  | 2  | +2 | 3   |
| 3     | Ierland   | 2   | 1 | 0 | 1 | 3  | 3  | 0  | 3   |
| 1     | Nederland | 2   | 1 | 0 | 1 | 2  | 2  | 0  | 3   |
| 4     | België    | 2   | 1 | 0 | 1 | 1  | 1  | 0  | 3   |
| 2     | Kroatië   | 2   | 1 | 0 | 1 | 2  | 3  | −1 | 3   |
| 7     | Zweden    | 2   | 1 | 0 | 1 | 2  | 4  | −2 | 3   |

Jeugd-EK's: onder 21 · onder 19       Jeugd-WK's: onder 20 · onder 17